# Avenue de Grammont (Rouen)
L'avenue de Grammont est une voie publique de la commune de Rouen.

## Situation et accès
L'avenue de Grammont est située à Rouen.